# Karolingisches Münzsystem

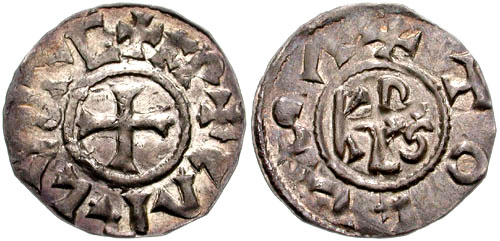
Karolingischer Denarius (Denier)

Das Karolingische Münzsystem (genannt auch Karolingische Münzordnung) war die Ende des 8. Jahrhunderts durch Kaiser Karl den Großen erfolgte Festlegung zur Ausprägung von Münzen. Karls Münzordnung beeinflusste das Münzwesen in Europa über mehrere Jahrhunderte hinweg. Für das mittelalterliche Geldwesen in Deutschland war die von Karl dem Großen um 793/794 durchgeführte Münzreform von entscheidender Bedeutung. Weil Gold fast nur durch den Fernhandel zu beziehen war und es in Europa nördlich der Alpen genügend Silbervorkommen gab, führte er eine reine Silberwährung ein. Münzgrundgewicht wurde das Pfund, aus dem 240 Pfennige geschlagen wurden. Das karolingische Pfund wog ca. 406½ Gramm.
Der Pfennig war die wichtigste Münze des Mittelalters. Das Pfund war eine Gewichtseinheit und wurde mit diesem System auch zur Währungseinheit. Ebenso wie der Schilling wurde das Pfund über lange Zeit nicht geprägt, sondern bloß als Rechnungsmünze verwendet. Ein Schilling galt genau zwölf Pfennige.
Dieses System existiert in mehreren Sprachen:
| Deutsch:     | 240 Pfennig   | = | 20 Schilling   | = | 1 Pfund |
| Französisch: | 240 Deniers   | = | 20 Sols (Sous) | = | 1 Livre |
| Englisch:    | 240 Pence     | = | 20 Shillings   | = | 1 Pound |
| Lateinisch:  | 240 Denarii * | = | 20 Solidi      | = | 1 Libra |
| Italienisch: | 240 Denari *  | = | 20 Soldi       | = | 1 Lira  |

 * Plural von Denarius (Denar)
In Großbritannien hat sich dieses System bis zur Dezimalisierung von 1971 gehalten. Nach den aus dem Lateinischen stammenden Abkürzungen (libra, solidus, denarius) wurde es auch „£sd-System“ genannt. Bis heute ist das karolingische Münzsystem offiziell Basis der Währung des Malteserordens. Da der Orden allerdings kein eigenes Staatsgebiet mehr besitzt, hat die Währung heute keine tatsächliche Bedeutung mehr.
Das Pfund als Silbergewicht wurde ab dem 11. Jahrhundert von der Mark verdrängt.